# Gropeni, Brăila
Gropeni este satul de reședință al comunei cu același nume din județul Brăila, Muntenia, România. Între anii 1417-1829 a făcut parte din Raiaua Brăila (Kaza Ibrail) a Imperiului Otoman.
Satul s-a format prin contopirea a două sate, Gropenii-de-mal și Gropenii-de-câmp ,înființate  în timpul stăpânirii otomane pe teritoriul raialei Brăila și stăpânite de două pașale. 